# Francisco Mendoza Bobadilla
Francisco Mendoza de Bobadilla (Cuenca, 1508. szeptember 25. – Arcos de la Llana, 1566. december 1.) spanyol római katolikus bíboros.

## Életpályája
Francisco Mendoza de Bobadilla Diego Hurtado de Mendoza, Cañete első márkija és I. Károly király uralkodása alatt Navarra alkirálya, Diego Hurtado de Mendoza fiaként született. Az alcalá de henaresi és a salamancai egyetemen tanult, majd Salamancában, Évorában és Coimbrában tanított.
1533-ban Francisco Mendoza de Bobadillát Coria püspökévé választották, mivel még nem töltötte be a 27. életévét.
Az 1544. december 19-i konzisztóriumon III. Pál pápa bíboros pappá avatta, és a Santa Maria in Aracoeli címet választotta. Részt vett az 1549-1550-es pápai konklávén. Az új pápa, III. Gyula a Szent Özséb címtemplom bíborosává nevezte ki (1550), és 1550. június 27-én a spanyolországi Burgos egyházmegyébe léptette elő.
Hosszú ideig a spanyol udvarban tartózkodott, és II. Fülöp spanyol király különböző missziókba küldte. Francisco Mendoza de Bobadilla 1566-ban halt meg a Burgos melletti Arcos de la Llanában.

## Lábjegyzetek
- November 26. és 28., valamint december 3. is szerepel a halála időpontjaként.